# Венцьки (Сілезьке воєводство)
Ве́нцьки (пол. Więcki) — село в Польщі, у гміні Попув Клобуцького повіту Сілезького воєводства.
Населення — 434 особи (2011).
У 1975-1998 роках село належало до Ченстоховського воєводства.

## Демографія
Демографічна структура станом на 31 березня 2011 року:
|          | Загалом | Допрацездатний вік | Працездатний вік | Постпрацездатний вік |
| -------- | ------- | ------------------ | ---------------- | -------------------- |
| Чоловіки | 221     | 42                 | 155              | 24                   |
| Жінки    | 213     | 37                 | 122              | 54                   |
| Разом    | 434     | 79                 | 277              | 78                   |